# Hans-Christoph Pape
Hans-Christoph Pape (* 16. September 1962) ist ein deutscher Chirurg und Unfallchirurg. Seit dem 1. Februar 2017 ist er ordentlicher Professor für Traumatologie an der Medizinischen Fakultät der Universität Zürich. Er leitet die Klinik für Traumatologie des Universitätsspital Zürich. Insbesondere seine Forschung zu den Verletzungen Polytrauma, Beckenfrakturen und schwere Gelenkverletzungen (Gelenk) verhalf ihm zu einem hohen internationalen Bekanntheitsgrad. In den Jahren 2005 bis 2009 leitete er die unfallchirurgische Abteilung im University of Pittsburgh Medical Center (UPMC), Pittsburgh, USA. Von 2009 bis 2016 war er Leiter der Klinik für Unfall- und Wiederherstellungschirurgie der Universitätsklinik RWTH Aachen. Seit März 2018 ist er zudem erneut Adjunct Professor an der University of Pittsburgh Medical Center (UPMC), Pittsburgh.

## Leben
Pape studierte von 1981 bis 1988 an der Medizinischen Hochschule Hannover Humanmedizin und durchlief dort im Anschluss von 1989 bis 1995 die Ausbildung zum Facharzt für Chirurgie. 1989 wurde er in Hannover mit der Dissertation Wirkungen von Iloprost auf die lysosomale Membran des Katzenhirns promoviert. Danach erfolgte der übergreifende Facharzt Orthopädie und Unfallchirurgie (2010). Bei Harald Tscherne erhielt er seine unfallchirurgische Zusatzausbildung (1996). In dieser Zeit widmete er sich dem Polytrauma (Verletzungen mehrerer Körperregionen), den Beckenfrakturen und den schweren Gelenkverletzungen und habilitierte sich in diesem Gebiet (1996). Im Jahr 2000 wurde er an der Medizinischen Hochschule Hannover zum Professor für Unfallchirurgie ernannt. In den Jahren 2003 bis 2005 war er als Gastprofessor unter anderem am Massachusetts General Hospital Boston, an der University of Leeds, am McGill University Health Centre in Montreal, an der University of Colorado Denver, an der University of Alabama in Birmingham, an der University of Texas in El Paso, am Ganga Medical Center & Hospitals, Coimbatore (India), an der University of New York in Buffalo, der University of Mississippi Medical Center in Jackson, an der Vanderbilt University, Nashville, Tennessee, am Horten General Hospital, Banbury, Oxford. Von 2005 bis 2009 leitete Pape die unfallchirurgische Abteilung des University of Pittsburgh Medical Center UPMC, Pittsburgh, USA. Seit 2009 war er Klinikdirektor der Klinik für Unfall- und Wiederherstellungschirurgie der Uniklinik RWTH Aachen. Im November 2016 wurde er zum Nachfolger von Hans-Peter Simmen als Direktor der Klinik für Unfallchirurgie am Universitätsspital Zürich und zum ordentlichen Professor für Traumatologie an der Medizinischen Fakultät der Universität Zürich gewählt. Er trat das Amt am 1. Februar 2017 an.
Hans-Christoph Pape ist Facharzt für Chirurgie, Unfallchirurgie, Orthopädie und Unfallchirurgie und hat zudem den Europäischen Facharzt FEBS wie auch den US-amerikanischen Facharzt (FACS) (Commonwealth of Pennsylvania, MD 427157). Zudem besitzt er die Zusatzbezeichnungen Rettungsmedizin und Physikalische Therapie (Juli 2014). Weiterbildungsberechtigt zur Ausbildung von Ärzten ist er für die Gebiete Orthopädie und Unfallchirurgie, spezielle Unfallchirurgie und physikalische Therapie. Hans-Christoph Pape ist Erstautor von über 90 und Co-Autor von über 400 wissenschaftlichen Artikeln (ORCID). Sein h-Index beträgt 83, sein Researchgate-Score beträgt 50,43. Er ist Herausgeber und Mitherausgeber von mehreren Lehrbüchern.
Hans-Christoph Pape war von 2016 bis 2021 Leiter des Wissenschaftsausschusses der Deutschen Gesellschaft für Unfallchirurgie (DGU), seit 2019 Leiter des International Committee of Orthopaedic Trauma Association (OTA). Zudem übt er seit Mai 2023 das Amt des Generalsekretärs der European Society for Trauma and Emergency Surgery (ESTES) aus und war zuvor Vorsitzender der dortigen Polytrauma Section und von 2015 bis 2016 Präsident der ESTES. Im Jahre 2002 gründet Hans-Christoph Pape mit Peter Giannoudis (University of Leeds), und Andrew B. Peitzman, (University of Pittsburgh) den Polytraumacourse, welcher sich an internationalen Fachkongressen etablieren konnte. Des Weiteren leitete er die trauma group der Société Internationale de Chirurgie Orthopédique et de Traumatologie (SICOT) von 2015–2019. Ebenfalls ist er Mitglied im Gründungskomitee der Orthopaedic Trauma Association (OTA). Seit 2021 ist er im Vorstand der Swiss Trauma Society (STS), vormals Schweizerischen Gesellschaft für Allgemeinchirurgie und Traumatologie (SGACT/SSCGT) genannt.

## Auszeichnungen (Auswahl)
- 1996: Hans Liniger Preis, Deutsche Gesellschaft für Unfallchirurgie (DGU)[12]
- 1998: Unimed Award
- 1999: Research Award Surgical ICU Medicine, Deutsche Gesellschaft für Chirurgie (DGCH)[13]
- 2000: Travel Award, International Shock Society
- 2000: Canizaro Award, The American Association for the Surgery of Trauma (AAST)[14]
- 2002: Günther Schlag Award, European Trauma Society (ETS)
- 2002: Best Scientific Paper Presentation, European Trauma Society (ETS)
- 2002: Best European Paper Presentation, British Trauma Society (BTS)
- 2003: Injury Prize, British Trauma Society (BTS)
- 2003: Basic Science Research Award, Greek Trauma Society
- 2004: Earle Conwell Lecture Award in Orthopaedic Trauma
- 2004: Travel Award, International Shock Society, Halifax, CA
- 2004: Injury Award, British Trauma Society (BTS)
- 2005: Novartis-Preis
- 2006: Swiss AO Foundation Annual Award, Bern, Schweiz
- 2008: Clinical Research Award, American Academy of Orthopaedic Surgeons[15]
- 2015: British Medical Society Award: Best Book in 2015
- 2017: Dieffenbach-Büste Award, German Society of Orthopaedic Trauma Surgery (DGU)[16]
- 2018: Publications of the Year, Trauma Register DGU
- 2020: AO Technical Commission Innovation Prize for Reamer Irrigator Aspirator Task Force, AO Innovation Translation Center[17]

## Schriften (Auswahl)
- H.C. Pape, J. Piek, H. Prange, D. Roesner, B. Roth, T. Schürholz, T. Standl, W. Teske, P.M. Vogt, G.S. Werner, J. Windolf, R. Zander, H.R. Zerkowski: Empfehlungen zur Diagnostik und Therapie der Schockformen der IAG Schock der DIVI. Köln: Deutscher Ärzte-Verlag 2005.
- P. Giannoudis and H.-C. Pape: Practical procedures in Orthopaedic trauma Surgery. Cambridge University Press 2005, 2nd Edition, Practical procedures in Orthopaedic trauma Surgery 2014
- H.-C. Pape, A. Peitzman, B. Schwab, P. Giannoudis: Damage Control in the polytrauma patient. Springer Verlag 2009, 2nd Edition, Damage Control in the polytrauma patient 2017
- H.-C. Pape, T. Weber: Autologous techniques to fill bone defects for acute fractures and nonunions. Orthopaedic Clinics of North America, 2010
- H.-C. Pape, R. Sanders, J. Borrelli: The Poly-Traumatized Patient with Fractures. Springer Verlag 2011, 2nd Edition 2015[18]
- H.-C. Pape, F. Hildebrand, S. Ruchholtz: Management der Schwerverletzten. Springer Verlag 2018.
- H.-C. Pape, St. L. Kates, C. Hierholzer, H. Bischoff-Ferrari: Senior Trauma Patients. Springer Verlag 2022
- H.-C. Pape, J. Borelli Jr., E E. Moore, R. Pfeifer, Ph. F. Stahel: Textbook of Polytrauma Management. A Multidisciplinary Approach. 3rd Edition. Springer Verlag 2022.
- Yannik Kalbs & Hans-Christoph Pape: The Relevance of the Timing of Surgical Interventions. Buchkapitel, Seite 81–87, Postinjury Multiple Organ Failure; Buchserie Hot Topics in Acute Care Surgery and Trauma, Springer Verlag, 2022